# Lles de Cerdanya
Lles de Cerdanya (em catalão e oficialmente) ou Lles é um município da Espanha na comarca da Baixa Cerdanha, província de Lérida, comunidade autónoma da Catalunha. Tem 101,5 km² de área e em 2021 tinha 288 habitantes (densidade: 2,8 hab./km²).

## Demografia
| Variação demográfica do município entre 1991 e 2004 [carece de fontes?] | Variação demográfica do município entre 1991 e 2004 [carece de fontes?] | Variação demográfica do município entre 1991 e 2004 [carece de fontes?] | Variação demográfica do município entre 1991 e 2004 [carece de fontes?] |
| ----------------------------------------------------------------------- | ----------------------------------------------------------------------- | ----------------------------------------------------------------------- | ----------------------------------------------------------------------- |
| 1991                                                                    | 1996                                                                    | 2001                                                                    | 2004                                                                    |
| 301                                                                     | 291                                                                     | 279                                                                     | 246                                                                     |